# Anemone altaica
Anemone altaica is een meerjarige, kruidachtige plant uit de ranonkelfamilie (Ranunculaceae).
De plant komt van nature voor in oostelijk Azië, waar deze voorkomt in Japan, China en Oost-Rusland.
De habitat bestaat uit bossen, struiken en rivieroevers. Ze groeit in gebergten op hoogten van 1200-1800 m.

## Botanische beschrijving
De tot 20 cm hoge plant heeft tweeslachtige bloemen en bloeit in mei. Bestuiving vindt plaats door bijen en vliegen, maar ook zelfbestuiving kan plaatsvinden.
De bloem heeft acht tot twaalf bloemdekbladen die in twee kransen staan. De bloemkleur is wit, blauwachtig of roodachtig violet.
De plant groeit bij voorkeur op vochtige, luchtige, turfachtige grond.